# Municipio de Custer (Minnesota)
El municipio de Custer (en inglés: Custer Township) es un municipio ubicado en el condado de Lyon en el estado estadounidense de Minnesota. En el año 2010 tenía una población de 203 habitantes y una densidad poblacional de 2,18 personas por km².

## Geografía
El municipio de Custer se encuentra ubicado en las coordenadas 44°13′57″N 95°46′49″O / 44.23250, -95.78028. Según la Oficina del Censo de los Estados Unidos, el municipio tiene una superficie total de 92.93 km², de la cual 92,1 km² corresponden a tierra firme y (0,89 %) 0,83 km² es agua.

## Demografía
Según el censo de 2010, había 203 personas residiendo en el municipio de Custer. La densidad de población era de 2,18 hab./km². De los 203 habitantes, el municipio de Custer estaba compuesto por el 97,54 % blancos, el 0,49 % eran amerindios, el 0,99 % eran asiáticos y el 0,99 % eran de una mezcla de razas. Del total de la población el 0,49 % eran hispanos o latinos de cualquier raza.